# Борджиа, Джованни (инфант Рима)
О 2-м герцоге Гандиа см. Борджиа, Джованни, а о сыне того — Борха-и-Энрикес, Хуан де.
Джованни Борджиа (1498 — 1547/1549) — таинственный представитель рода Борджиа, носивший титулы герцога Непи и князя Камерино. Ввиду неразберихи с отцовством (и материнством) Джованни его прозвали «ребёнком Рима» (infans Romanus).

## Происхождение
Вероятно, был незаконнорождённым ребёнком Лукреции Борджиа. Отец Лукреции, римский папа Александр VI, с которым, по слухам, она состояла в любовной связи, через три года после его рождения издал две буллы:

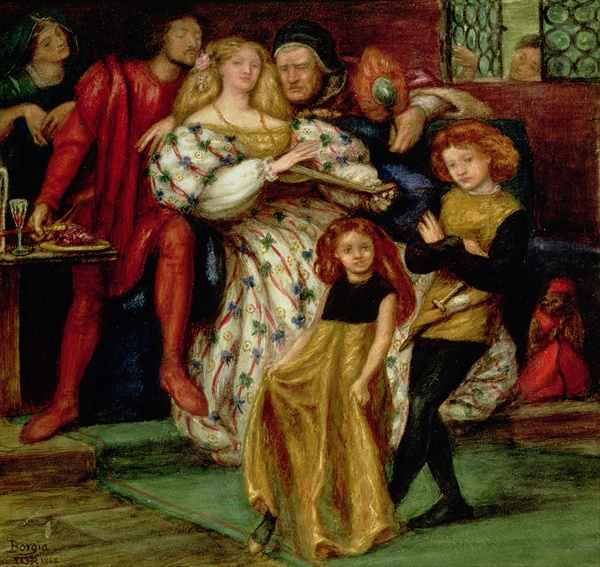
Инцестуозное семейство Борджиа на полотне Данте Г. Россетти

- В булле от 1 сентября 1501 отцом ребёнка был назван его сын Чезаре Борджиа, матерью — «неизвестная и незамужняя дама».
- Во второй булле, изданной в тот же день, но долгое время державшейся в тайне, понтифик называл Джованни собственным сыном от незамужней женщины, не названной по имени.

В буллах оговаривалось, что ребёнок имеет право наследования и владения в отношении имущества семьи Борджиа. Как раз в день издания булл были завершены последние приготовления к браку между Лукрецией и сыном герцога Феррарского Альфонсо I д'Эсте и ее имя нужно было очистить от сплетен.
Запутанность ситуации вокруг отцовства Джованни навела современников на мысль о том, что он родился в результате кровосмесительной связи в семействе Борджиа. Между тем незадолго до появления ребёнка на свет стало известно о связи Лукреции и Педро Кальдеса (Перотто), папского камерария. В феврале 1498 тело Перотто было выловлено из Тибра, а спустя месяц появился на свет Джованни. Таким образом, с чисто хронологической точки зрения предпочтительной выглядит версия об отцовстве Перотто.
Чезаре сблизился с Джованни и проявлял заботу о нём до отъезда Джованни в Феррару к Лукреции в начале 1501 года. Из числа завоёванных Чезаре городов ему был выделен в кормление Камерино. Ребёнок считался сыном Чезаре до самой гибели последнего. Далее Лукреция воспитывала его в Ферраре, официально он считался ее братом. Тогда же была предана гласности секретная булла 1501 года, подтверждавшая отцовство Александра VI.

## Детство
Помимо тайны своего происхождения, Джованни Борджиа не оставил заметного следа в истории. 17 сентября 1501 года папа закрепил за ним земельные наделы, изъятые у старинных римских нобилей, включая Колонна. 2 сентября 1502 года за Джованни был закреплён титул князя Камерино. После смерти Александра VI в 1503 году права ребёнка на Камерино и Непи оказались под вопросом. Он служил в папской курии и при дворе французского короля, тщетно пытаясь добиться признания за ним этих территорий.

## В литературе
- Образ Римского инфанта выведен в историческом романе голландской писательницы Хеллы Хаассе «Пурпурный город» (1952).
- Джованни также фигурирует в романе Марио Пьюзо «Семья» (другой вариант перевода — «Первый дон»).